# Piero Nissim
Piero Nissim (Lucca, 5 febbraio 1946) è un musicista, esperantista e burattinaio italiano.
Suo padre, Giorgio Nissim, ha ricevuto la medaglia d'oro al valore civile da parte del Presidente della Repubblica Italiana per il suo impegno di opposizione al nazifascismo. Sua madre era un'ebrea lituana.
Piero Nissim partecipa spesso in tutta Italia ad eventi pubblici in memoria dell'impegno del padre, per il quale ha ricevuto - insieme alle due sorelle - il gonfalone d'argento da parte della Regione Toscana.

## Biografia
La carriera artistica di Nissim ha avuto inizio a metà degli anni 1960; in quel periodo si è interessato di musica popolare e ha fatto parte del Canzoniere Pisano e del Nuovo Canzoniere Italiano (fino al 1970).
In seguito si avvicina al mondo del teatro e dei burattini; nel 1976 con Claudia Brambilla dà vita ad una compagnia, Crear è bello. Teatro di burattini di Pisa, che in pochi anni diventa una delle più conosciute in Italia e all'estero nel campo del Teatro di Animazione.
Continua a scrivere musica per i suoi spettacoli teatrali e nel 2005 riprende a fare concerti dal vivo con un repertorio di canti ebraici e canti yiddish in cui ripropone le musiche che, ascoltate fin dall'infanzia, hanno fatto da substrato alla sua formazione artistica e musicale.
Piero Nissim è inoltre vicino al movimento esperantista; ha tradotto alcuni canti yiddish in lingua esperanto, e si esibisce spesso nel corso di incontri esperantisti italiani e internazionali. Nel 2014 per la sezione cultura ha vinto il Premio Nazionale Paolo Borsellino.

## Discografia

### 33 giri con il Nuovo Canzoniere Italiano
- 1965: Le canzoni di Bella ciao (I dischi del sole, DS 101/3)
- 1966: Ci ragiono e canto (I dischi del sole, DS 119/121)

### EP con il Canzoniere Pisano
- 1967: Canzoni per il Potere Operaio (I dischi del sole, DS 67)
- 1968: Quella notte davanti alla Bussola (I dischi del sole, DS 69)

### Da solista
- Mayn Lidele, cd, 2005, autoprodotto
- Il mio De André, cd, 2006, autoprodotto
- Giorgio e Gino. Canti di memoria e di speranza, cd, 2008, Edistudio, Pisa.
- Bialik e gli altri. La poesia ebraica come testimone, cd, 2010, Edistudio, Pisa.
- Alte neue Lieder.Die Lorelei e altri canti del Romanticismo tedesco, cd , 2012, autoprodotto.
- STABAT MATER per 4 voci e organo. CD, 2015, autoprodotto.

## Opere
- Ciao ciao. 100 personaggi in 100 anagrammi, Prefazione di Sergio Givone - Edizioni ETS
- Ciao Pisa Caio spia. 200 anagrammi sulla mia città, Prefazione di Athos Bigongiali - Edizioni ETS
- Casa Nissim. Appunti di famiglia, Prefazione di Michele Luzzati - Edizioni Edistudio
- Condivisioni. Poesie di meditazione Prefazione di Grazia Marchianò. Postfazione di Paolo De Benedetti - Edizioni ETS
- 100 Scambi di coppia. Giochi di parole. Prefazione di Davide Guadagni; Postfazione di Gianni Pura - Felici Editore, 2013
- Per un paese civile. Poesie della Legalità. Prefazione di Alessandro Golinelli, Postfazione di Furio Colombo. MdS Editore, 2016